# تنبل‌های دریا
تنبل‌های دریا (نام علمی: Thalassocnus) نام یک سرده از زیرراسته تنبل است.